# Чарнувко (Поморське воєводство)
Чарнувко (пол. Czarnówko, нім. Scharnhorst) — село в Польщі, у гміні Нова Весь-Лемборська Лемборського повіту Поморського воєводства.
Населення — 214 осіб (2011).
У 1975-1998 роках село належало до Слупського воєводства.

## Демографія
Демографічна структура станом на 31 березня 2011 року:
|          | Загалом | Допрацездатний вік | Працездатний вік | Постпрацездатний вік |
| -------- | ------- | ------------------ | ---------------- | -------------------- |
| Чоловіки | 111     | 30                 | 76               | 5                    |
| Жінки    | 103     | 20                 | 66               | 17                   |
| Разом    | 214     | 50                 | 142              | 22                   |